# Capanna Alpe di Gariss
La capanna Alpe di Gariss è un rifugio alpino situato nel comune di Bellinzona (frazione Preonzo), nel Canton Ticino, nella valle di Moleno, nelle Alpi Lepontine, a 1.422 m s.l.m.

## Storia
La capanna Gariss è situata su un alpeggio; era una cascina dell'alpe, assieme ad altre 5 e nel 1982 fu trasformata in una capanna alpina.

## Caratteristiche e informazioni
La capanna è disposta su un piano, con refettorio unico per un totale di 17 posti letto. Sono a disposizione piani di cottura sia a legna che a gas, completi di utensili di cucina. I servizi igienici e l'acqua corrente sono all'interno dell'edificio. Il riscaldamento è a legna. L'illuminazione è prodotta da pannelli solari. Due stanze suddivise in una di 8 e una di 9 letti con coperte.

## Accessi
- Moleno 270 m - Moleno è raggiungibile anche con i mezzi pubblici. - Tempo di percorrenza: 3,5 ore - Dislivello: 1.230 metri - Difficoltà: T2
- Preonzo 250 m - Preonzo è raggiungibile anche con i mezzi pubblici. - Tempo di percorrenza: 4 ore - Dislivello: 1.250 metri - Difficoltà: T2
- Mornera 1.347 m (Via Bocchetta d'Albagno 2.057 m) - Mornera è raggiungibile con la funivia da Monte Carasso. - Tempo di percorrenza: 4 ore - Dislivello: 700 metri - Difficoltà: T3.

## Ascensioni
- Bocchetta d'Albagno (2.057 m) - Tempo di percorrenza: 4 ore - Dislivello: 600 metri - Difficoltà: T3.

## Traversate
- Capanna Albagno 2 ore
- Capanna Leis 3 ore
- Capanna Mognone 3,5 ore
- Capanna Borgna 4 ore
- Capanna Orino 4 ore
- Capanna Fümegna 9 ore